# Melinaea menophilus
Melinaea menophilus is een vlinder uit de familie Nymphalidae. De wetenschappelijke naam van de soort is, als Mechanitis menophilus, voor het eerst geldig gepubliceerd door William Chapman Hewitson.